# Joaquín Barañao
Joaquín Barañao Díaz (Santiago de Chile, 6 de enero de 1982) es un escritor y podcaster chileno, especializado divulgación histórica.

## Biografía
Barañao estudió en el Colegio San Ignacio El Bosque (1987-1999) y después siguió ingeniería civil en la Universidad Católica (2000-2006), especializándose en ingeniería hidráulica.
Fue asesor parlamentario de Andrés Allamand, por entonces senador por la circunscripción XVI (2006-2010). Más tarde trabajó en el gobierno de Sebastián Piñera, primero en el equipo de profesionales de la Presidencia y luego en la Subsecretaría del Interior liderada por Rodrigo Ubilla, ejerciendo el rol de coordinador de la reforma a la ley de migraciones (2011-2014).
Fundó el cibersitio Wikiexplora en 2009, una guía de rutas de excursionismo y montañismo en Sudamérica. Es también director ejecutivo de la Fundación La Ruta Natural, abocada a temas ambientales y al desarrollo sustentable.

## Carrera literaria

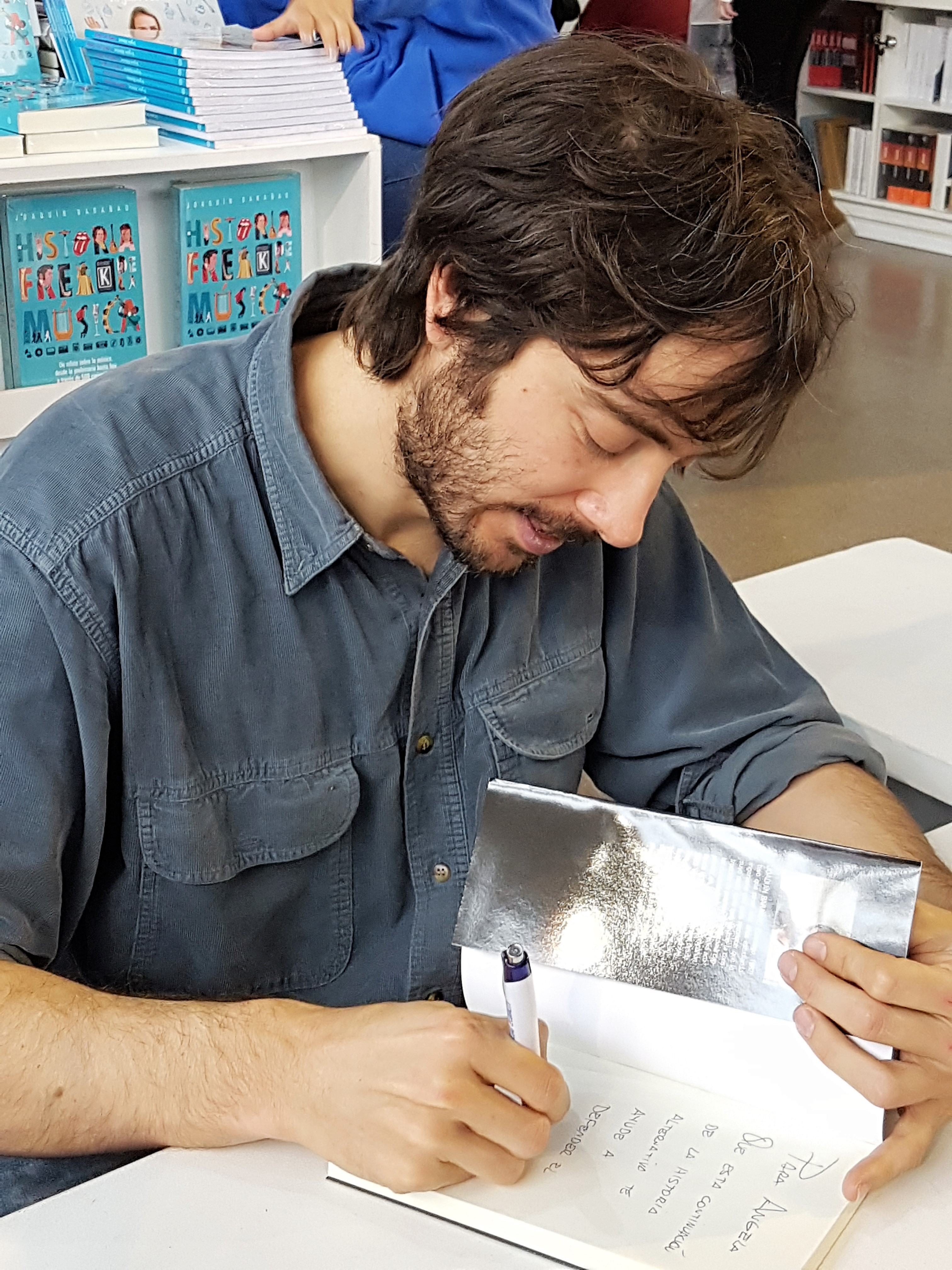
Barañao durante una sesión de firma de sus libros

Su primera obra comenzó a gestarse en 2003, cuando decidió verter la información que iba recopilando en el sitio Datosfreak.org, pero tuvieron que pasar 11 años antes de debutar como autor de un libro: en diciembre de 2014 publicó en Amazon.com Historia universal freak, que justo un año después fue lanzada en Chile por Editorial Planeta. El libro relata la historia, desde el Big Bang hasta el presente, a través de datos curiosos. El primer volumen estuvo 20 semanas en el ranking de El Mercurio de los libros de no ficción más vendidos. Un segundo volumen de esta obra, que ha salido también en otros países de habla hispana, fue publicado con 763 nuevas curiosidades en diciembre de 2016 y estuvo siete semanas en la lista citada.
Historia freak del fútbol salió a la venta en mayo de 2016, figurando tres semanas en el listado de libros más populares de El Mercurio. En  junio de 2017 Instituto de Historia y Estadística del Fútbol Chileno la distinguió como el mejor libro del año de ese deporte.
En julio de 2017 fue publicado Historia freak de la música, y en noviembre de 2018 Historia freak del cine, sobre la historia del séptimo de arte. Declaró también que prepara uno sobre la historia de Chile. Historia Freak de la Música estuvo dos semanas en el ranking de El Mercurio de los libros más vendidos.
Historia Freak de Chile fue lanzado la primera semana se septiembre de 2019, y a la fecha lleva tres semanas en el ranking de ventas antes citado.
Desde 2020 publica un podcast periódico sobre historia en la plataforma Emisor Podcasting de Canal 13.

### Estilo

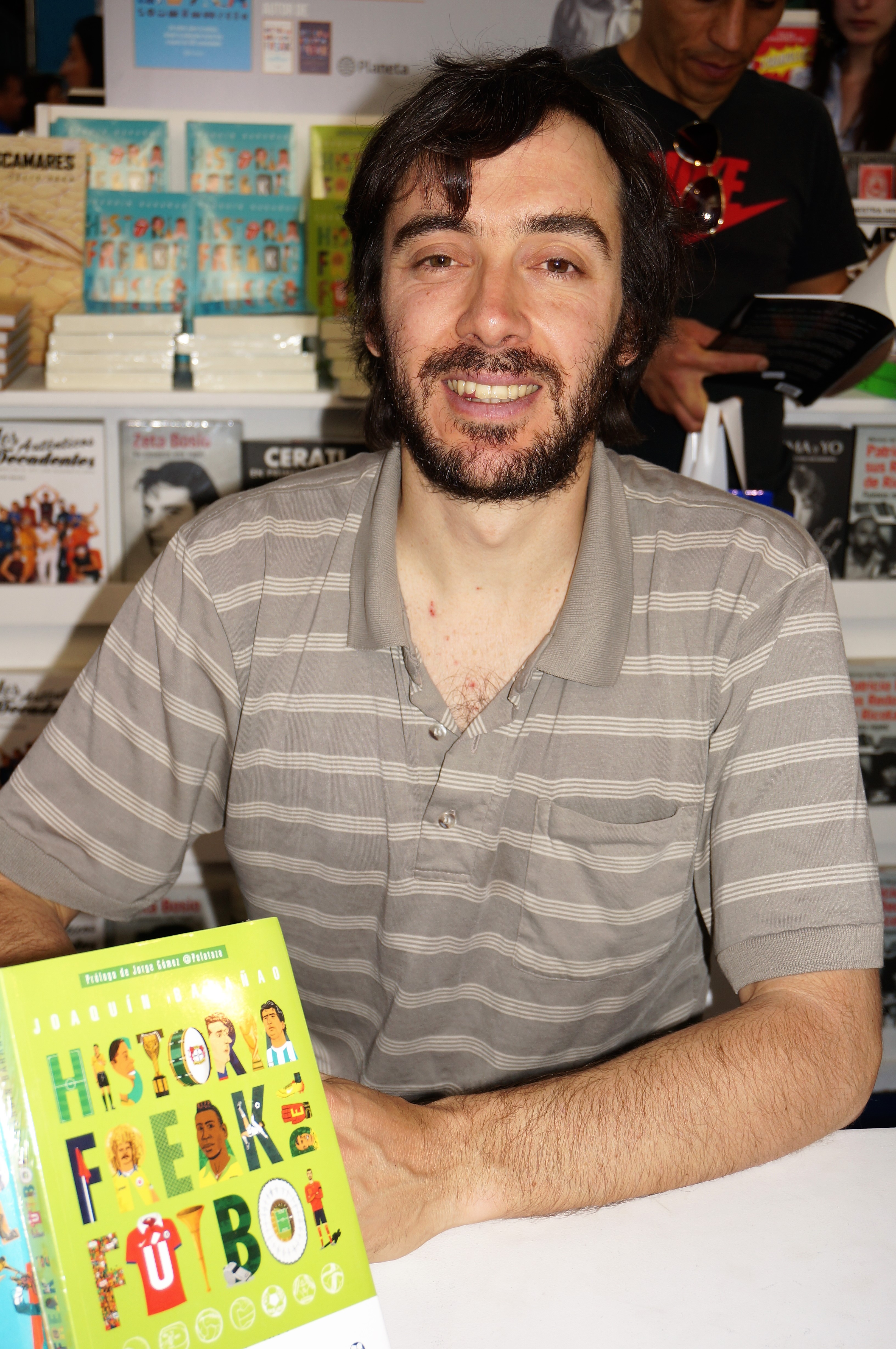
Barañao en la FILSA 2017

Barañao concentra largos periodos de tiempo en libros de extensión mediana, originando textos de alta densidad de información con numerosos datos curiosos, acompañados siempre por una referencia bibliográfica. El tono general de las obras es lúdico, irónico e irreverente, con permanentes notas de humor y sarcasmo. Barañao reconoce en su obra la influencia del escritor y divulgador estadounidense Bill Bryson.

Jamás me llamaría a mí mismo historiador. Hay una diferencia muy clara entre ellos y yo. Ellos son los que empujan la historia, revelan cosas a través de su investigación, buscan las fuentes, etc. Ni hice ni pretendo hacer eso. Lo que sí creo que hago es, como diría Newton, pararme sobre los hombros de gigantes y reprocesar lo que los historiadores descubrieron. En ese sentido es una actividad poco pretenciosa. Pero creo que hay un valor en redactar los hechos históricos de una manera atractiva y con una pizca de humor.

## Obras
- Historia universal freak, volumen 1, Editorial Planeta, 2015; ISBN 9789563600544
- Historia universal freak, volumen 2, Planeta, 2016; ISBN 9789504956501
- Historia freak del fútbol, Planeta, 2016; ISBN 9789563601138
- Historia freak de la música, Planeta, 2016; ISBN 9789563603033
- Historia freak del cine, volumen 1, Planeta, 2018; ISBN 9789563605150
- Historia freak del cine, volumen 2, Planeta, 2018; ISBN 9789563605167
- Historia freak de Chile, volumen 1, Planeta, 2019; ISBN 9789563606355
- Historia freak de Chile, volumen 2, Planeta, 2020; ISBN 9789563607383
- ¿Qué nos pasó Chile?; Ed. Trayecto, 2020 ISBN 9789569641572
- Dinología Freak; Planeta, 2021; ISBN 9789569992759